# Nowice (Basse-Silésie)
Pour les articles homonymes, voir Nowice.
Nowice est une localité polonaise de la gmina de Jaworzyna Śląska, située dans le powiat de Świdnica en voïvodie de Basse-Silésie.